# Phanodermella
Phanodermella är ett släkte av rundmaskar. Phanodermella ingår i familjen Phanodermatidae.
Kladogram enligt Catalogue of Life:
| Phanodermella | \| \| Phanodermella flagellicaudata \| \| \| \| \| \| Phanodermella longicaudata \| \| \| \| |
|               | \| \| Phanodermella flagellicaudata \| \| \| \| \| \| Phanodermella longicaudata \| \| \| \| |
|               | Crenopharynx                                                                                 |
|               |                                                                                              |
|               | Dayellus                                                                                     |
|               |                                                                                              |
|               | Klugea                                                                                       |
|               |                                                                                              |
|               | Micoletzkyia                                                                                 |
|               |                                                                                              |
|               | Paraphanoderma                                                                               |
|               |                                                                                              |
|               | Phanoderma                                                                                   |
|               |                                                                                              |
|               | Phanodermopsis                                                                               |
|               |                                                                                              |
|               | Phanodermella flagellicaudata                                                                |
|               |                                                                                              |
|               | Phanodermella longicaudata                                                                   |
|               |                                                                                              |

|  | Phanodermella flagellicaudata |
|  |                               |
|  | Phanodermella longicaudata    |
|  |                               |